# Cayratia irosinensis
Cayratia irosinensis là một loài thực vật hai lá mầm trong họ Nho. Loài này được (Elmer) Galet miêu tả khoa học đầu tiên năm 1967.